# Johann Jakob Stehlin (1826–1894)

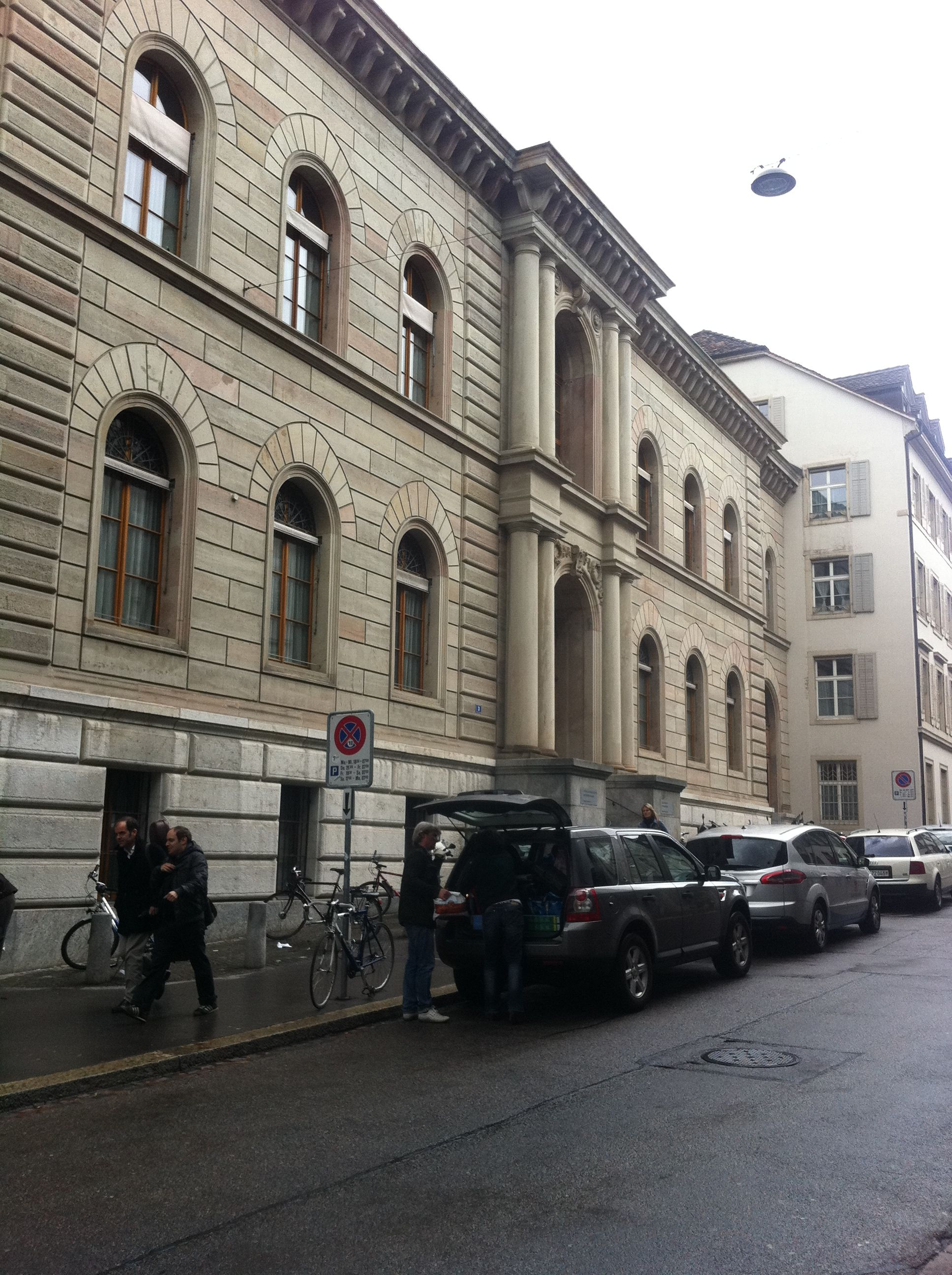
Neorenesansowy gmach sądu przy Bäumleingasse, 1858–1859

Johann Jakob Stehlin Młodszy (ur. 25 marca 1826 w Bazylei, zm. 9 września 1894 tamże) – szwajcarski architekt, syn architekta i polityka Johanna Jakoba Stehlina starszego (1803–1879).

## Życiorys
Johann Jakob Stehlin urodził się 25 marca 1826 roku w Bazylei jako starszy syn architekta Johanna Jakoba Stehlina starszego (1803–1879) i jego żony Helene Burckhardt . Jego bratem był Karl Rudolf Stehlin (1831–1881), polityk .
Pierwsze nauki zawodu pobierał w pracowni ojca . Studiował w paryskim École nationale supérieure des beaux-arts pod kierunkiem francuskiego architekta Henriego Labrouste’a (1801–1875), a dalsze studia odbył w Anglii i w Berlinie. W 1853 roku przejął firmę ojca .
Początkowo tworzył w stylu neorenesansowym i neogotyckim, później w stylu neobarokowym . Od 1858 roku był członkiem miejskiego komitetu budowlanego (niem. Basler Baukollegium) . W latach 1858–1859 wybudował gmach sądu przy Bäumleingasse (rozbudowany w latach 1895–1896), w 1859 roku Haus der Basler Mission, a dalej m.in. koszary przy Kleinbasler Rheinufer (1863), Kunsthalle Basel (1869–1872), teatr miejski (187–1875) (rozebrany w 1975 roku) . Ponadto projektował wille i kamienice mieszkalne . W latach 1871–1888 wraz z Eduardem Fueterem (1845–1901) stworzył osiedle robotnicze domów szeregowych .
Zmarł 9 września 1894 roku w Bazylei .